# Goruszów
Goruszów – wieś w Polsce położona w województwie małopolskim, w powiecie tarnowskim, w gminie Żabno.
| SIMC    | Nazwa      | Rodzaj    |
| ------- | ---------- | --------- |
| 0837689 | Kobylarnia | część wsi |

W latach 1975–1998 miejscowość administracyjnie należała do województwa tarnowskiego.